# 傅兰雅

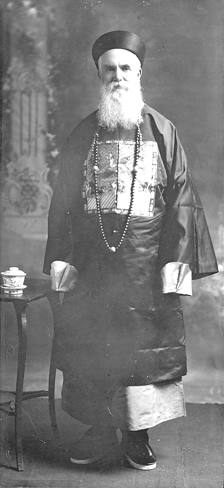
傅蘭雅像

傅蘭雅（John Fryer，1839年8月6日—1928年7月2日），英國根德郡海斯人，长期在江南制造局任翻译。
其理想在《江南製造總局翻譯西書事略》清楚寫出： 「惟冀中国能广兴格致，至中西一辙尔。故平生专习此业而不他及。」他一生翻譯了大量科學、技术書籍，以及一些社會科學著作，為科學在近代中国的传播和發展做出了重要贡献。

## 年表
- 1839年：出生於英國肯特郡海斯城
- 1861年：在香港任聖保羅書院校長
- 1863年：在北京同文館任英文教习。
- 1865年：在上海，滙豐、怡和、公平、太平等洋行共同發起組織了一所主要適應商界子弟需要的教會學校——上海英華書館（Anglo-Chinese School），傅蘭雅（John Fryer）任校長，中方連絡人之一是桕墅方家的方性齋（仁孝）。[1]
- 1868年：脫離教會。江南製造局翻译馆開館，傅蘭雅为首席口译人。他在那裏專譯自然科學、技术書籍。
- 1874年：在上海参与創辦格致書院，为西董之一。
- 1876年：编辑《格致汇编》期刊，任主編，該刊是中國首份科普期刊。
- 1885年：在上海辦格致書室，是中國首間科技書店。
- 1895年：舉辦小說競賽。他在《申报》、《万国公报》和《教务杂志》（The Chinese Recorders）上的廣告強調了參加的小說要顯示鴉片、時文和纏足的禍害，可見傅蘭雅所推崇的是寫實小說。
- 1896年：小說競賽結果公布，但那些小說沒有出版，不知所終。同年赴美，任加州大学首任中国语言与文化教授。但是他经常访问中国。
- 1911年：在上海创办上海盲童学校。
- 1914年：退休。
- 1926年：在上海创办傅兰雅聋哑学校，1953年该校被人民政府接管，成为后来的上海市聋人中学。
- 1928年：逝世。